# Carl Fredric Gröndahl
Carl Fredric Gröndahl, född 1760 i Åbo, död 23 december 1816 i Stockholm, var en finländsk läkare. 
Gröndahl blev student vid Kungliga Akademien i Åbo 1781 och medicine doktor 1800. Han var sjukhusläkare vid armén i Finland under kriget 1788–1790, blev hovmedikus 1795, livmedikus hos hertig Fredrik Adolf 1800 och var brunnsintendent vid Djurgårdsbrunn 1801–1806. Han deltog även som fältskär ombord ostindiefararna Gustaf Adolph och Gustaf III för Ostindiska kompaniets räkning.